# Йокипии, Мауно
Ма́уно О́лави Йо́кипии (фин. Mauno Olavi Jokipii; 21 августа 1924, Хельсинки — 2 января 2007, Йювяскюля, Финляндия) — финский историк, профессор истории университета Йювяскюля и основатель исторического факультета этого же университета.
Известен в мире как историк Второй мировой войны, исследователь и писатель, под чьим руководством в университете развивали прежде всего исследования местной истории. Наряду со Второй мировой войной и 1900-ми годами Финляндии Йокипии изучал 1600-е годы и раннее средневековье (1150−1300) страны.

## Вехи карьеры
- Смотритель музея сельского хозяйства Хельсинкского университета 1952—1959.
- Доктор Философии. Университет Хельсинки 1957[3][1].
- Декан кафедры исторического языкознания 1960—1966.
- Член академического совета 1960-е.
- Вице-ректор университета Йювяскюля 1966—1971.
- Первый профессор истории Финляндии выпущенный академией Йювяскюля 1960.
- Публикация главной работы Jatkosodan synty («зарождение Войны-продолжения») 1987[2].
- На пенсии с 1991 года.